# Schietsport op de Middellandse Zeespelen 1951
De schietsport is een van de sporten die beoefend werden tijdens de Middellandse Zeespelen 1951 in Alexandrië, Egypte. Er waren vijf onderdelen, alle voor mannen.

## Uitslagen
| Event                   | Goud              | Goud     | Zilver            | Zilver   | Brons                    | Brons    |
| ----------------------- | ----------------- | -------- | ----------------- | -------- | ------------------------ | -------- |
| Vrij pistool 50 m       | Angel Leon Gozalo | 536 ptn  | Luis Palomo       | 521 ptn  | Abdel Satar Traboulsi    | 520 ptn  |
| Vrij geweer 300 m       | Ahmad Hamdi Ahmad | 1098 ptn | Ahmad Sadeq Qabil | 958 ptn  | Saad El Din El Shourbagi | 942 ptn  |
| Kleinkalibergeweer 50 m | Hamdi Ahmad       | 590 ptn  | Antoun Shushah    | 578 ptn  | Alfonso Gilabert         | 570 ptn  |
| Trap individueel        | Roberto Manfredi  | 453 ptn  | Mahmud Chabini    | 443 ptn  | niet uitgereikt          |          |
| Trap team               | Italië            | 1106 ptn | Egypte            | 1103 ptn | Griekenland              | 1098 ptn |

## Medaillespiegel
| Plaats | Land        | Goud | Zilver | Brons | Totaal |
| 1      | Egypte      | 2    | 4      | 1     | 7      |
| 2      | Italië      | 2    | 0      | 0     | 2      |
| 3      | Spanje      | 1    | 1      | 1     | 3      |
| 4      | Griekenland | 0    | 0      | 1     | 1      |
| 4      | Libanon     | 0    | 0      | 1     | 1      |
| Totaal | Totaal      | 5    | 5      | 4     | 14     |

1951 · 1955 · 1959 · 1963 · 1971 · 1975 · 1979 · 1987 · 1991 · 1993 · 1997 · 2001 · 2005 · 2009 · 2013 · 2018 · 2022
Atletiek · Basketbal · Boksen · Gewichtheffen · Gymnastiek · Roeien · Schermen · Schietsport · Voetbal · Worstelen · Zwemmen